# Al-Hidd SCC
Der al-Hidd Sports and Cultural Club (arabisch نادي الحد الرياضي الثقافي, DMG Nādī l-Ḥidd ar-riyāḍī aṯ-ṯaqāfī), teilweise auch al-Hadd genannt, ist ein bahrainischer Fußballklub aus al-Hidd. Nebst der Fußball-Mannschaft gibt es noch ein Futsal-Team.

## Geschichte
Der Klub wurde ursprünglich im Jahr 1945 gegründet. Zur Saison 2002 wurde als al-Hidd und dem Qalali Club der neue Name al-Sahel. Während der Saison 2006/07 bekam der Klub aber seinen Namen al-Hidd wieder zurück.
In der Saison 2014/15 gewann man King’s Cup und anschließend auch den Super Cup. Nach der Saison 2015/16 gewann man zudem erstmals die Meisterschaft. Als Meister gelang dann noch einmal der Gewinn des Super Cups.

## Erfolge
- Bahraini Premier League: 2
  - 2015/16, 2019/20

- Bahraini King’s Cup: 1
  - 2015

- Bahraini FA Cup: 2
  - 2015, 2017

- Bahraini Super Cup: 2
  - 2015, 2016

- Bahraini Elite Cup: 1
  - 2018